# Ju-Jitsu ai Giochi mondiali 2025
Le competizioni di ju-jitsu ai Giochi mondiali 2025 si sono svolte dal 10 al 12 agosto 2025 al Jianyang Cultural and Sports Centre Gymnasium di Chengdu, in Cina.

## Podi

### Sistema fighting
| Specialità                 | Oro                | Argento               | Bronzo                  |
| 62 kg maschile (dettagli)  | Bohdan Mochulskyi  | Ecco van der Veer     | Aslan Kanatbek          |
| 69 kg maschile (dettagli)  | Abu-bakir Zhanibek | Farid Ben Ali         | Erasmo Pagano           |
| 77 kg maschile (dettagli)  | Lucas Andersen     | Nursultan Duisenkulov | Boy Vogelzang           |
| 52 kg femminile (dettagli) | Estelle Gaspard    | Antonella Farnè       | Nuchanat Singchalad     |
| 57 kg femminile (dettagli) | Sophie Büscher     | Rebekka Dahl          | Genevieve Bogers        |
| 63 kg femminile (dettagli) | Orapa Senatham     | Chiara Fiorelli       | Franziska Freudenberger |

### Ne-waza
| Specialità                 | Oro             | Argento              | Bronzo               |
| 69 kg maschile (dettagli)  | Florian Bayili  | Mohamed Ali Alswaidi | Joo Seong-hyeon      |
| 77 kg maschile (dettagli)  | Nimrod Ryeder   | Mahdi Al Awlaqi      | Seiilkhan Bolatbek   |
| 85 kg maschile (dettagli)  | Saeed Alkubaisi | Pedro Ramalho        | Abdullah Nada        |
| Open maschile (dettagli)   | Nimrod Ryeder   | Nathan dos Santos    | Mohamed Ali Alswaidi |
| 52 kg femminile (dettagli) | Im Eon-ju       | Kaila Napolis        | Pnina Aronov         |
| 57 kg femminile (dettagli) | Astrid Schölin  | Felicia Marceau      | Alexa Toth           |
| 63 kg femminile (dettagli) | Sung Ki-ra      | Meshi Rosenfeld      | Stephanie Faure      |
| Open femminile (dettagli)  | Tamara Toros    | Meshi Rosenfeld      | Alexa Toth           |

### Duo
| Specialità           | Oro                                             | Argento                             | Bronzo                                   |
| Show open (dettagli) | Thailandia Warut Netpong Charatchai Kitpongsri  | Austria Gernot Riegl Johannes Horak | Montenegro Stefan Vukotić Lidija Caković |
| Team open (dettagli) | Thailandia Warawut Saengsriruang Lalita Yuennan | Austria Gernot Riegl Johannes Horak | Italia Salah Ben Brahim Elisa Marcantoni |

### Duo paralimpico
| Specialità                     | Oro                                     | Argento                                            | Bronzo                                               |
| Mental impairment (dettagli)   | Italia Pietro Napoli Giovanni Napoli    | Mongolia Lkhaasuren Olonbayar Ulziibat Ganganmurun | Brasile Marcus Madruga Mario Edson Oliveira Silva    |
| Physical impairment (dettagli) | Cina Li Yucai Guo Ao                    | Germania Alessandro Schober Christine Jahn         | Messico Manuel Alberto Cisneros José Gilberto Moreno |
| Visual impairment (dettagli)   | Germania Nike Hunecke Julia Paszkiewicz | Cina Pan Tianyou Wang Wenqiang                     | Colombia Jeison Camilo Mora Edgar Mauricio Castillo  |

## Medagliere
| Posiz. | Nazione             | Oro | Argento | Bronzo | Totale |
| ------ | ------------------- | --- | ------- | ------ | ------ |
| 1      | Thailandia          | 3   | 0       | 1      | 4      |
| 2      | Israele             | 2   | 2       | 1      | 5      |
| 3      | Germania            | 2   | 1       | 1      | 4      |
| 4      | Corea del Sud       | 2   | 0       | 1      | 3      |
| 5      | Italia              | 1   | 2       | 2      | 5      |
| 6      | Emirati Arabi Uniti | 1   | 2       | 1      | 4      |
| 7      | Kazakistan          | 1   | 1       | 2      | 4      |
| 8      | Francia             | 1   | 1       | 1      | 3      |
| 9      | Cina                | 1   | 1       | 0      | 2      |
| 9      | Danimarca           | 1   | 1       | 0      | 2      |
| 11     | Ungheria            | 1   | 0       | 2      | 3      |
| 12     | Belgio              | 1   | 0       | 0      | 1      |
| 12     | Svezia              | 1   | 0       | 0      | 1      |
| 12     | Ucraina             | 1   | 0       | 0      | 1      |
| 15     | Austria             | 0   | 2       | 0      | 2      |
| 15     | Canada              | 0   | 2       | 0      | 2      |
| 17     | Paesi Bassi         | 0   | 1       | 2      | 3      |
| 18     | Mongolia            | 0   | 1       | 0      | 1      |
| 18     | Filippine           | 0   | 1       | 0      | 1      |
| 18     | Portogallo          | 0   | 1       | 0      | 1      |
| 21     | Brasile             | 0   | 0       | 1      | 1      |
| 21     | Colombia            | 0   | 0       | 1      | 1      |
| 21     | Messico             | 0   | 0       | 1      | 1      |
| 21     | Montenegro          | 0   | 0       | 1      | 1      |
| 21     | Arabia Saudita      | 0   | 0       | 1      | 1      |
| Totale | Totale              | 19  | 19      | 19     | 57     |